# منتخب مولدوفا لكأس ديفيز
منتخب مولدوفا لكأس ديفيز هو ممثل مولدوفا الرسمي في كرة المضرب في كأس ديفيز.